# Siméon II
Simeon Sakskoburggotski
Pour les articles homonymes, voir Siméon et Siméon Ier de Bulgarie.
Siméon II (en bulgare : Симеон II), puis Simeon Saxe-Coburg-Gotha (en bulgare : Симеон Борисов Сакскобургготски, Simeon Borissov Sakskoburggotski ; en français : Siméon de Saxe-Cobourg-Gotha), né le 16 juin 1937 à Sofia, est un homme d'État bulgare. Il est le dernier roi des Bulgares, ayant régné de 1943 à 1946, avec le titre de tsar (en bulgare : Цар).
Il accède au trône à l’âge de six ans, pendant la Seconde Guerre mondiale. Après la chute de la monarchie et l'occupation du pays par les Soviétiques, il vit en exil pendant cinquante ans avant de faire son retour en Bulgarie en 1996.
Cinq ans après son retour, il fonde un parti libéral et pro-européen, le Mouvement national Siméon II (NDSV), qui remporte les élections législatives. Il devient alors Premier ministre. Il est ainsi le seul monarque de l'histoire à avoir retrouvé un pouvoir politique à travers une élection démocratique dans une fonction différente.
Après le recul du NDSV aux élections législatives de 2005, il est contraint de céder le pouvoir au socialiste Sergueï Stanichev, son parti restant cependant au gouvernement. Le NDSV (rebaptisé Mouvement national pour la stabilité et le progrès en 2007) subit une déroute lors des élections législatives de 2009. Il en abandonne alors la présidence et se place en retrait de la politique.
Depuis la mort du roi Michel Ier de Roumanie, il est le dernier souverain destitué à la suite de la Seconde Guerre mondiale qui soit encore en vie.

## Biographie

### Ascendance

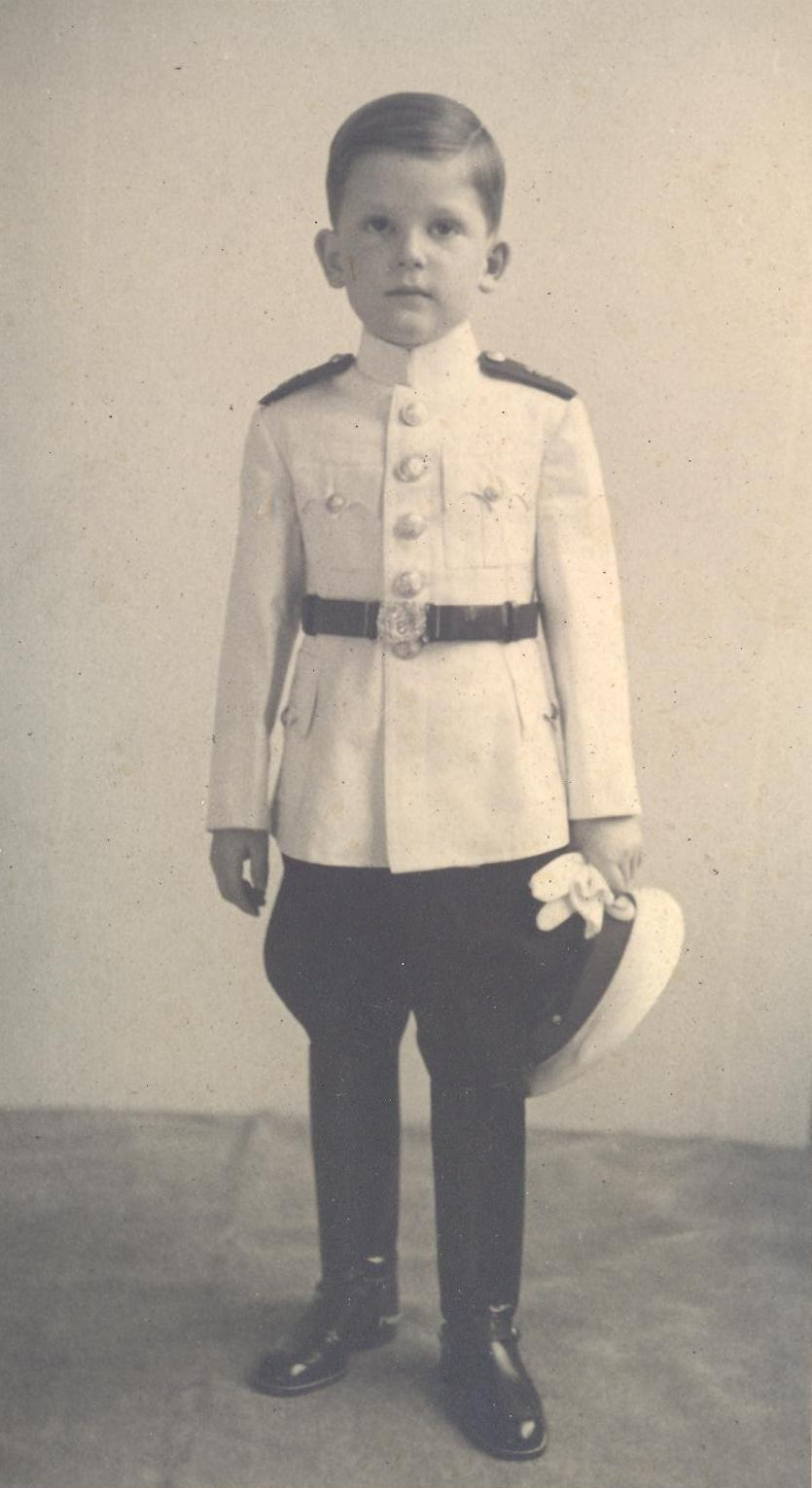
Le prince Siméon en 1943.

Il est l'unique fils de Boris III (1894-1943), roi des Bulgares et de Jeanne, reine consort des Bulgares, née princesse Jeanne de Savoie (1907-2000), fille du roi Victor-Emmanuel III d'Italie et de la reine Hélène d'Italie, née princesse Hélène de Monténégro.
Il a pour sœur aînée la princesse Marie-Louise de Bulgarie (née en 1933).

### Roi à six ans
En 1943, après la mort soudaine de son père, Siméon devient, à l'âge de six ans, le nouveau souverain du royaume de Bulgarie sous le nom de Siméon II. La régence est dévolue à son oncle paternel, le prince Cyrille de Bulgarie (1895-1945), prince de Preslav, qui devient dès lors son héritier. Son rôle, équivalant au rôle de chef d'État, est subordonnée à deux autres régents, le président du Conseil des ministres pro-allemand Filov et le général Mikhov (en).
Après l'entrée des troupes de l'URSS sur le territoire bulgare, un coup d'État donne le pouvoir au Front patriotique, une alliance politique incluant le Parti communiste bulgare. Le 1er février 1945, le prince Cyrille est exécuté, ainsi que plusieurs membres du gouvernement qu'il avait nommés. Le jeune Siméon est toutefois autorisé à demeurer provisoirement sur le trône, la « menace » que cet enfant représentait pour le nouveau régime apparaissant alors assez faible.
Le 15 septembre 1946, un référendum est organisé et aboutit à une approbation majeure de l'abolition de la monarchie au profit de la république populaire de Bulgarie. L'enfant-roi Siméon II est déposé, cependant sans qu'aucune abdication ne soit ratifiée, et la famille royale bulgare prend le chemin de l'exil.

### Exil
La famille royale se réfugie en Égypte puis s'installe à Madrid, en Espagne, où Siméon étudie le droit et l'administration d'entreprises et devient un homme d'affaires prospère.
En 1996, il retourne pour la première fois dans son pays natal, où il est acclamé malgré une maîtrise certaine mais néanmoins imparfaite de la langue bulgare. En 2001, Siméon revient à nouveau en Bulgarie, où il est accueilli triomphalement par de nombreux sympathisants.

### Premier ministre
En 2001, il prend la présidence du Mouvement national Siméon II (NDSV), une formation centriste et libérale, sous le nom de Simeon Borissov Sakskoburggotski (ou Simeon Saxe-Coburg-Gotha).
Aux élections législatives du 17 juin 2001, après avoir fait campagne sur l'idée d'augmenter les salaires et les retraites (des promesses finalement abandonnées après le scrutin),, le parti remporte 42,7 % des voix et 120 députés sur 240 à l'Assemblée nationale. Ayant trouvé un accord de coalition avec le Mouvement des droits et des libertés (DPS), Siméon de Bulgarie est nommé Premier ministre le 24 juillet suivant par le président de la République, Petar Stoyanov, et forme un gouvernement de seize ministres.
Malgré ce succès, le NDSV ne présente aucun candidat à l'élection présidentielle qui se tient à la fin de l'année et voit la victoire du socialiste Gueorgui Parvanov sur le sortant Stoyanov. Une ère de cohabitation s'ouvre alors à la tête de l'État.
Au pouvoir, il cherche notamment à récupérer les biens de l'ex-famille régnante qui avaient été nationalisés par le gouvernement communiste. En 2001, son gouvernement fait sortir plusieurs résidences de la liste des biens immobiliers gérés par l’exécutif bulgare. L'année suivante, il obtient du gouverneur de la province de Sofia, nommé à ce poste par ses soins, la restitution de plusieurs pavillons de chasse. Entre 2003 et 2005, au moins quatre autres propriétés et des milliers d’hectares de terres sont récupérés par les Saxe-Cobourg-Gotha.

### Retrait progressif du pouvoir
Candidat à sa propre succession lors des élections législatives du 25 juin 2005, il subit un important revers avec 19,9 % des suffrages et 53 sièges. Cependant, le dirigeant socialiste Sergueï Stanichev, vainqueur du scrutin, ne peut gouverner avec le seul DPS et fait donc appel au NDSV afin de former un gouvernement de « troisième voie ». Siméon lui cède le pouvoir le 17 août suivant et reçoit le titre honorifique de président du conseil de la coalition gouvernementale formée par le NDSV, le DPS et le Parti socialiste bulgare.
Lors des élections législatives du 5 juillet 2009, sa formation, rebaptisée Mouvement national pour la stabilité et le progrès, s'effondre complètement avec seulement 3 % des voix, soit un point de moins que le seuil minimal pour rentrer à l'Assemblée. Il en tire les conséquences et démissionne, dès le lendemain, de la présidence du NDSV.
Après avoir quitté le pouvoir, il fait l'objet de plusieurs procès pour avoir utilisé sa position de Premier ministre à des fins d'enrichissement personnel. Resté proche de Boïko Borissov (son ex-garde du corps qu'il a nommé secrétaire général du ministère de l’Intérieur en 2001), il obtient en 2017 une loi spéciale visant à contourner les décisions juridiques. Il aurait en échange de cette loi mis à profit ses relations avec la monarchie saoudienne pour attirer des investissements saoudiens dans le secteur touristique bulgare.
En 2017, il est nommé ambassadeur spécial de l'Année internationale du tourisme durable pour le développement.
Après le décès des rois Michel Ier de Roumanie (2017) et Constantin II de Grèce (2023), Siméon II est le dernier souverain orthodoxe encore en vie.

### Un monarchiste circonspect
Il a toujours été circonspect quant à une éventuelle restauration de la monarchie en Bulgarie, estimant que c'est au peuple bulgare de le décider. N'ayant jamais officiellement abdiqué, il porte toujours officieusement son ancien titre royal et est désigné alternativement, selon les médias, soit par son nom de règne (Siméon II), soit par celui de son état civil (Simeon Sakskoburggotski).

## Union et descendance
L'ex-roi Siméon II épouse, le 21 janvier 1962 à Vevey (Suisse), doña Margarita Gómez-Acebo y Cejuela, née le 6 janvier 1935 à Madrid, fille de don Manuel Gómez-Acebo y Modet (1889-1936), des marquis de Cortina, et de doña Mercedes Cejuela y Fernández.
De cette union sont nés cinq enfants, dont les prénoms usuels commencent tous par la lettre K, et qui sont tous mariés avec des Espagnols : 
1. le prince Kardam de Bulgarie, prince héritier, prince de Tarnovo, duc en Saxe (2 décembre 1962, Madrid - 7 avril 2015, Madrid). Le 15 août 2008, il est victime d'un grave accident de voiture à Madrid. Il était marié à Miriam Ungría y López (remariée en septembre 2022 à Amman au prince Ghazi ben Mohammed de Jordanie (en)[11], cousin du roi Abdallah II de Jordanie) et père de deux enfants :
  1. le prince Boris de Bulgarie (né en 1997), prince héritier, prince de Tarnovo, duc en Saxe
  2. le prince Beltrán de Bulgarie (né en 1999), duc en Saxe
2. le prince Kiril, prince de Preslav (né le 11 juillet 1964 à Madrid), duc en Saxe, marié à Rosario Nadal y Fuster-Puigdorfila, séparé en 2009[12] et père de trois enfants :
  1. la princesse Mafalda de Preslav (née en 1994), duchesse en Saxe
  2. la princesse Olimpia de Preslav (née en 1995), duchesse en Saxe
  3. le prince Tassilo de Preslav (né en 2002), duc en Saxe
3. le prince Kubrat de Bulgarie[13], prince de Panagyurichté (né le 5 novembre 1965 à Madrid), duc en Saxe, marié à Carla Soledad Royo-Villanova y Urrestarazu et père de trois enfants :
  1. le prince Mirko de Panagyurichté (né en 1995), duc en Saxe
  2. le prince Lukás de Panagyurichté (né en 1997), duc en Saxe
  3. le prince Tirso de Panagyurichté (né en 2002), duc en Saxe
4. le prince Konstantin Asen de Bulgarie (né le 5 décembre 1967 à Madrid), prince de Vidin, duc en Saxe, marié à María García de la Rasilla y Cortázar et père de deux enfants :
  1. le prince Umberto de Vidine (né en 1999), duc en Saxe
  2. la princesse Sofía de Vidine (née en 1999), duchesse en Saxe
5. la princesse Kalina de Bulgarie (née le 19 janvier 1972 à Madrid), comtesse de Murány, duchesse en Saxe, mariée en décembre 2002 à Kitín Muñoz (es) et mère d'un enfant :
  1. Simeón Muñoz y Sajonia-Coburgo (né en 2007)

La reine Margarita est la cousine germaine de don Luis Gómez-Acebo, duc consort de Badajoz, époux de l'infante María del Pilar, sœur aînée du roi Juan Carlos Ier d'Espagne.
Siméon II et son épouse Margarita sont des amis proches du roi Juan Carlos et de la reine Sophie d'Espagne.
Sur proposition de Jean-Paul Carteron, président-fondateur du Forum de Crans-Montana, l'ancien roi Siméon se voit décerner en juin 2008 le prix de la Fondation décerné par Jacques Barrot, vice-président de la Commission européenne, et Federico Mayor Zaragoza, coprésident du Haut-Panel des Nations unies pour l'Alliance des civilisations.

## Titulature
- 16 juin 1937 – 28 août 1943 : Son Altesse Royale le prince de Tarnovo, duc de Saxe (naissance) ;
- 28 août 1943 – 15 septembre 1946 : Sa Majesté le roi des Bulgares ;
- depuis le 15 septembre 1946 : Sa Majesté le roi Siméon II.

## Décorations

### Décorations bulgares
- Grand-croix de l'ordre des Saints-Cyrille-et-Méthode ;
- Grand-croix de l'ordre de la Bravoure ;
- Grand-croix de l'ordre de Saint-Alexandre ;
- Grand-croix de l'ordre du Courage et du Mérite civils ;
- Grand-croix de l'ordre du Courage et du Mérite militaires ;
- Médaille de 1re classe de l'ordre de Stara Planina.

### Décorations étrangères
- Grand-croix de l'ordre de Léopold II (Belgique) ;
- Chevalier de l'ordre de la Toison d'or (Espagne) ;
- Grand-croix de l'ordre royal de Charles III (Espagne) ;
- Grand officier de la Légion d'honneur en 2006 (France)[15] ;
- Grand-croix de l'ordre du Sauveur (Grèce) ;
- Grand-croix de l'ordre de l'Indépendance (Jordanie) ;
- Grand-croix de l'ordre de l'Étoile de Roumanie (Roumanie)[16] ;
- Grand-croix de l'ordre équestre du Saint-Sépulcre de Jérusalem (Vatican).

### Autres décorations
- Grand-croix d'honneur et de dévotion de l'ordre souverain de Malte ;
- Chevalier de l'ordre suprême de la Très Sainte Annonciade (maison de Savoie) ;
- Bailli grand-croix de Justice l'ordre sacré et militaire constantinien de Saint-Georges (maison de Bourbon-Siciles) ;
- Chevalier de l'ordre royal de Saint-Janvier (maison de Bourbon-Siciles) ;
- Plaque commémorative de L'Arbre de la Paix (ONG slovaque Servare et Manere)[17],[18].